# Фесун Анатолій Іванович
Фесу́н Анатолій Іванович (29 березня 1941, село Бубнівська Слобідка — 10 березня 2003, місто Черкаси) — видатний лікар-хірург, головний лікар Черкаської обласної лікарні, Заслужений лікар України (1991), почесний професор Черкаського національного університету імені Богдана Хмельницького, почесний громадянин Черкас, Золотоноші та Чорнобая.

## Біографія
Народився 29 березня 1941 року у селі Бубнівська Слобідка Золотоніського району Черкаської області у родині колгоспників на початку Другої світової війни. Свого батька він не знав, той пішов на фронт і не повернувся. Матір залишилась з двома дітьми сама. Невдовзі вона одружилася знову, у нового чоловіка Івана також було 2 дітей. Пізніше народилась п'ята, спільна дитина. Після закінчення місцевої середньої школи та шоферських курсів у період з 1958 по 1961 рік працював автоводієм у сільському колгоспі.

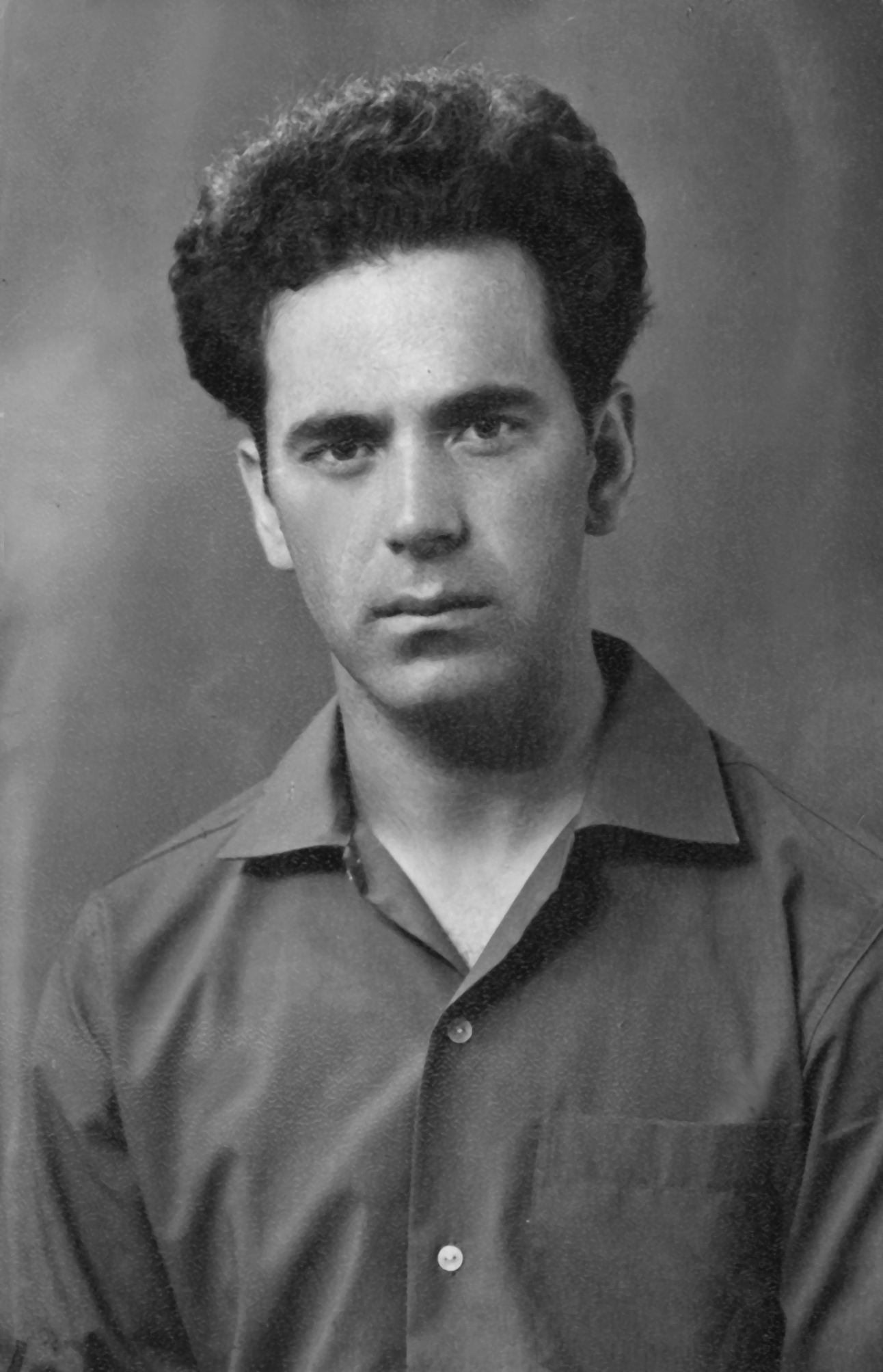
Молодий Анатолій

У період з 1961 по 1964 роки проходив службу у лавах Радянської армії. Після служби вступив на лікувальний факультет Дніпропетровського медичного інституту. 1970 року він закінчив інститут за спеціальністю «Лікувальна справа». Ще студентом легко справлявся з апендицитом та грижею, підробляв санітаром в одній із дніпропетровських лікарень. Протягом року пройшов інтернатуру в Черкаській обласній лікарні.
У 1972-1975 роках працював дільничним лікарем, хірургом і головним лікарем дільничної лікарні села Вереміївка Чорнобаївського району Черкаської області. Потім працював хірургом, заступником та головним лікарем Чорнобаївської районної лікарні.
З 1976 року працював на посаді завідувача приймального відділення Черкаської обласної лікарні, згодом заступником головного лікаря з методичної роботи та завідувачем відділу охорони здоров'я Черкаського міськвиконкому.
7 березня 1984 року Анатолій Іванович був призначений головним лікарем Черкаської обласної лікарні і цю посаду займав до самої смерті. Протягом лікарської практики зробив понад 2000 хірургічних операцій різного ступеня складності. Переймав досвід лікувальних закладів Франції, Німеччини, Китаю. За його керівництва було збудовано операційно-анестезіологічний та дев'ятиповерховий корпуси, збудовані переходи між корпусами, зведені гуртожитки для співробітників. У лікарні почали працювати 3 стаціонарних відділення загальною потужністю 1250 ліжок та 17 допоміжних лікувально-діагностичних служб. Відкривається 16 нових відділень. Впроваджуються сучасні методи діагностики та лікування, створюються перші автоматизовані програми збору та обробки медико-статистичної інформації. За його сприяння у місті звели другу поліклініку та пологовий будинок у Південно-Західному мікрорайоні.
Окрім лікарської діяльності Анатолій тричі обирався депутатом до Черкаської обласної ради народних депутатів, був головою міської комісії охорони здоров'я, соціального захисту населення та охорони материнства і дитинства. На виборах Президента України був довіреною особою Леоніда Кучми по територіальному виборчому округу № 198.

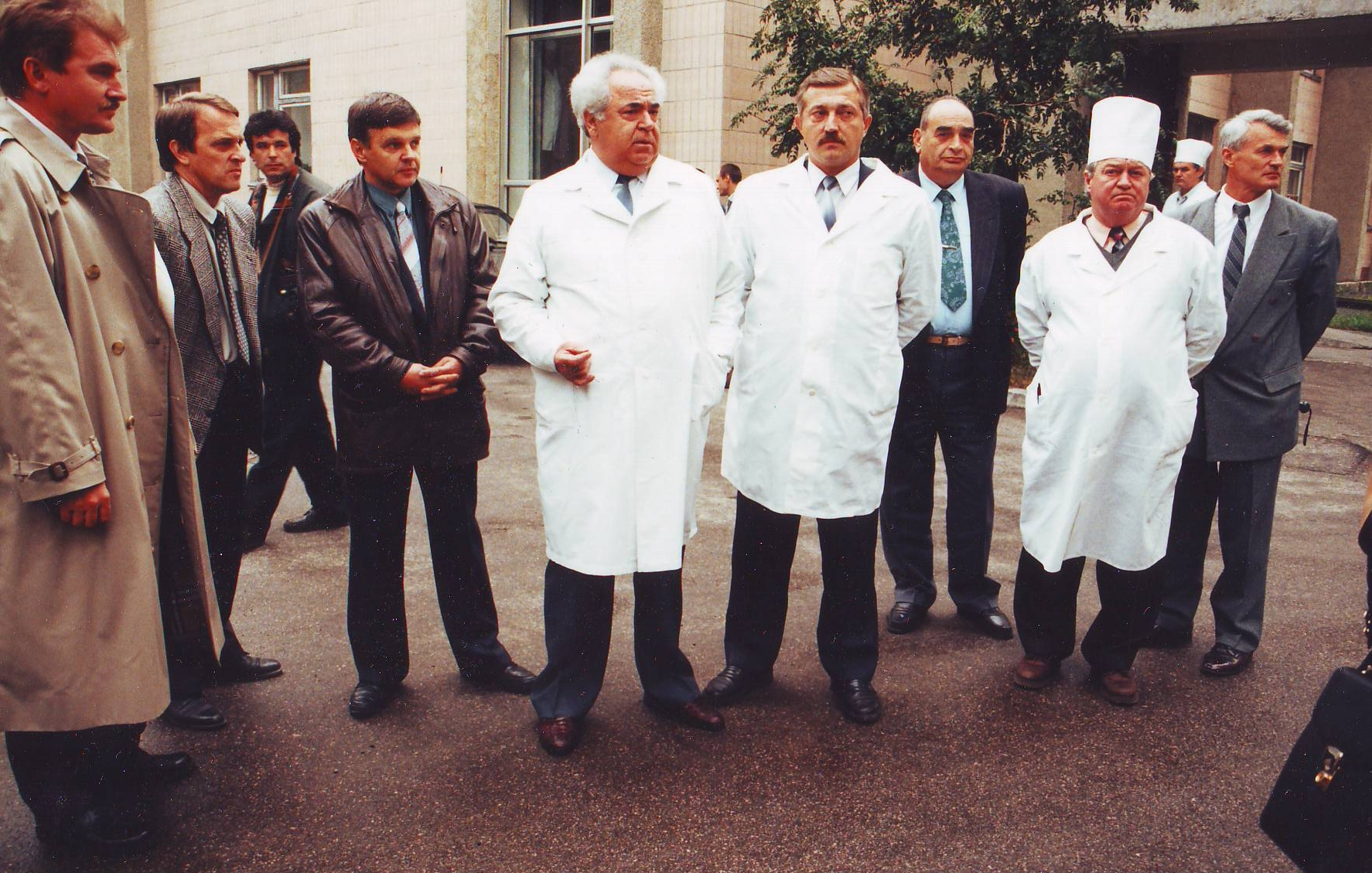
Медична рада у дворі лікарні

У кінці лютого 2003 року Анатолій Іванович захворів на грип, через що загострились хронічні хвороби. Він ліг на лікування до лікарні, потім його перевезли до Київського інституту нейрохірургії на операцію. Хоча вона пройшла успішно, але через ниркову недостатність Анатолію Фесуну стало набагато гірше і 10 березня від серцево-судинної недостатності він помер.

### Родина
У Анатолія Івановича від першого шлюбу з Катериною Михайлівною (до шлюбу Чуприна) залишилось 2 сина, Сергій 1966 р.н. та Ігор 1971 р.н. Від другої дружини, Олександри Іванівни (до шлюбу Вінярська), мав ще прийомну дочка Олену 1972 р.н. Мав дачу у сусідній із Черкасами Чапаєвці, куди полюбляв їздити на риболовлю чи полювання.

### «Друге народження»
У Анатолія Івановича був плечолопатковий плексит, що викликав надокучливі болі у плечах. 20 листопада 1996 року болі поновились і ординатор зробив йому у праве плече укол кіналогу, препарату гормональної групи. Раптово серце лікаря зупинилось. До керівника збіглись колеги лікарі і ввели йому внутрішньосерцево адреналін, після чого серце почало битись. Однак по дорозі ліфтом до реанімації серце знову зупинилось. Лікар Володимир Пікуль прикладав чималі зусилля для запуску серця, однак результату ніякого не було. На тридцять третій хвилині колега Наталія Хітарашвілі згадала про новий препарат серотонін, який, однак, ще не пройшов апробації. На 45 хвилині серце Анатолія Івановича знову почало битись, що здивувало навіть самих лікарів.
Анестезіолог Олександр Гарбар, завідувач реанімаційним відділенням, так описав цю подію:
|  | Такої тривалої реанімації в моїй практиці ще не було. Як правило, серце зупинялось на 3-5 хвилині, іноді на 6, після чого вже не було надії. А тут нреанімували навіть тоді, коли її вже не було. Важко висловити, але було якесь інтуїтивне відчуття, наче хтось невидимий переконував: "Працюйте, працюйте - ще не все втрачено". І ми працювали!.. |

Після реанімації, Анатолій Іванович 3 тижні перебував у мозковій комі ІІІ ступеня, внутрішні органи працювали за допомогою медичної апаратури. Опісля ще 2 місяці він перебував без свідомості, але з ознаками життя, і ще місяць — із плутаною свідомістю, де сон переплутувався із реальністю. До хворого 4 рази приїздив академік Анатолій Тріщинський, професор та головний реаніматолог МОЗ України, якого вважають патріархом реаніматології. Однак його прогнози не були позитивними, більше — скептичними. Але головний лікар повернувся до тями 14 лютого 1997 року, пізніше до нього повернулась уся пам'ять. Як результат, Анатолій Фесун був «за межами життя» 86 днів. Ось так він сам описував свій стан:
|  | За весь цей час можу пригадати лише кілька не то снів, не то видінь. Начебто, рідний брат десь був біля мене... Ці сни, в яких мене щоразу били пов'язані, мабуть, з тієї реанімації, що робили мені... Характерно, що коли я вперше прокинувся, розплющив очі, побачив дружину, яка сиділа поруч. |

Київська дитяча інфекційна лікарня № 3 надала для лікування Анатолія Івановича шведський апарат, за допомогою якого дихати стало легше. Пізніше Черкаська обласна державна адміністрація виділила 52 тисячі доларів для купівлі нового такого апарату. Взагалі до Анатолія Фесуна навідувались багато різних лікарів, як українських, так і із-за кордону. Особливої уваги заслуговує професор Смірнова з Москви, якою був розроблений препарат серотонін. Після повного одужання, у вересні 1997 року, Анатолія Фесуна було запрошено до Москви на засідання товариства анестезіологів, яке було присвячене новому препарату.

## Відзнаки, нагороди та ушанування пам'яті

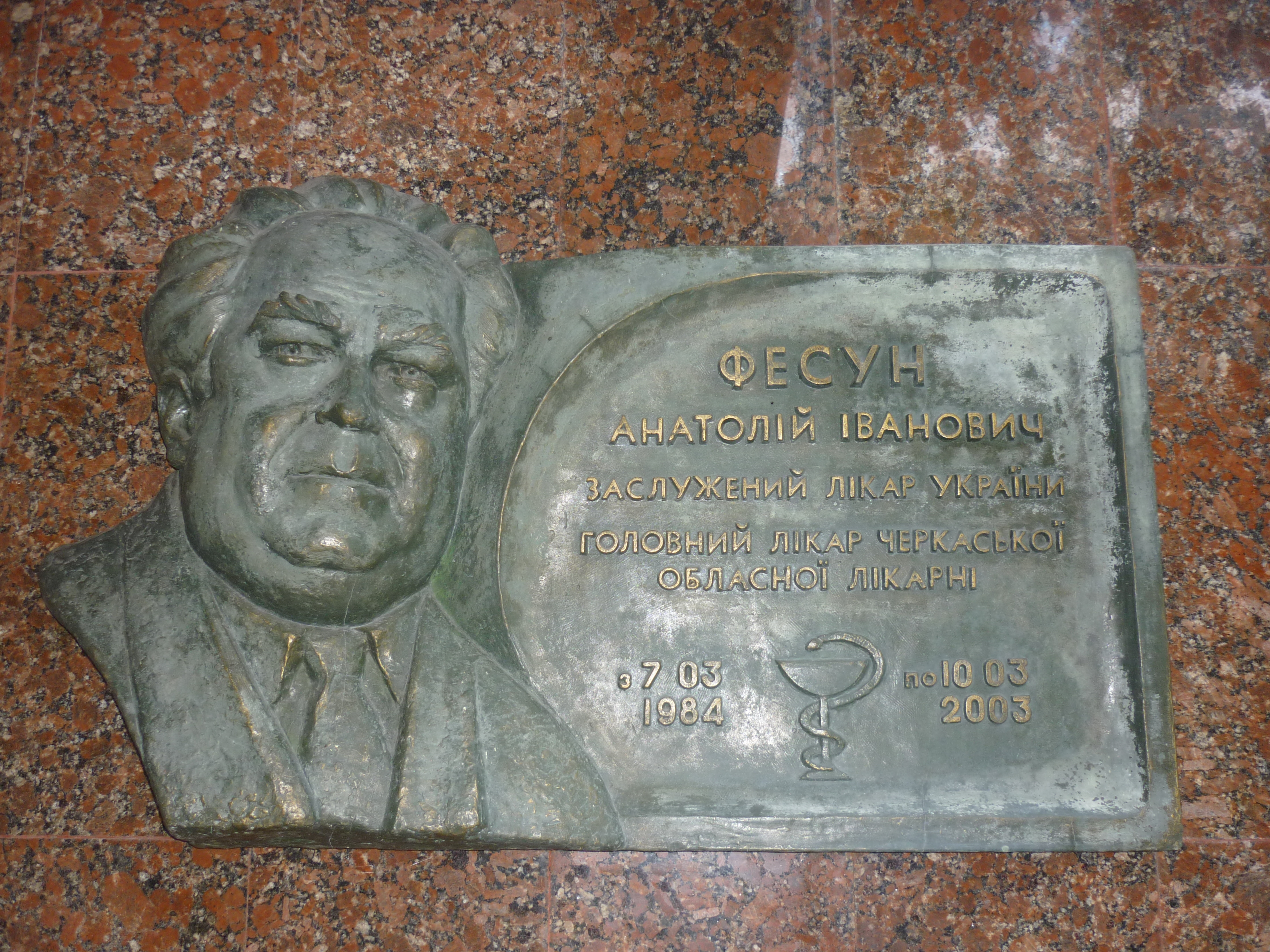
Меморіальна дошка

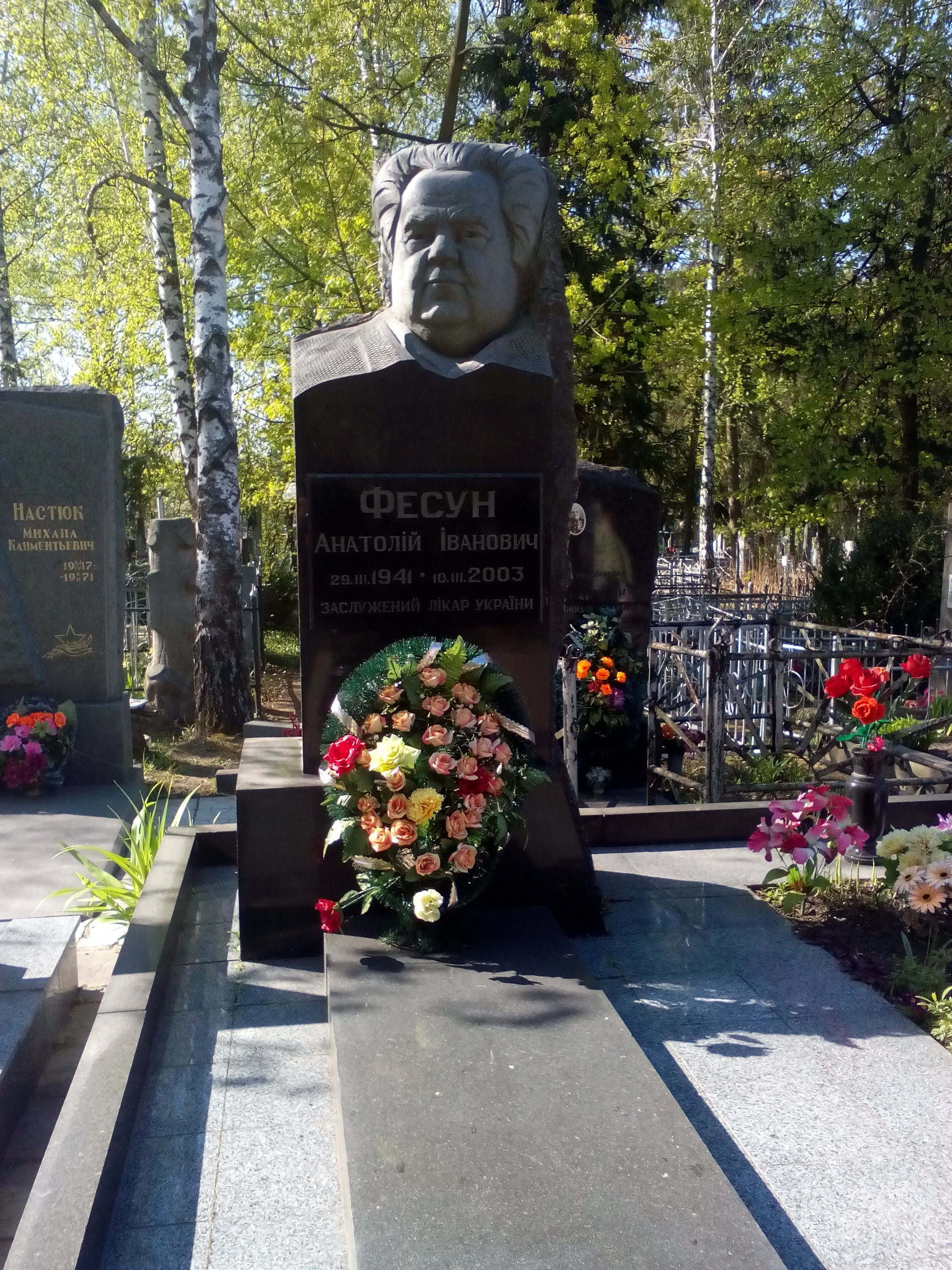
Могила Фесуна на міському кладовищі Черкас

14 травня 1991 року Анатолію Фесунові присвоєно почесна звання Заслуженого лікаря України. Ім'я Анатолія Івановича занесено до Золотої Книги України «На зламі тисячоліть», що була видана до 10 річниці Незалежності України. 21 серпня 2001 року Указом Президента України за значний внесок у соціально-економічний та культурний розвиток України, вагомі трудові досягнення та з нагоди 10-ї річниці незалежності України Анатолій Фесун був нагороджений орденом «За заслуги» ІІІ ступеня.
18 вересня 2002 року Чорнобаївська селищна рада нагородила Анатолія Івановича званням почесного громадянина селища, 23 вересня того ж року таке звання надала і Золотоніська міська рада. 24 березня 2011 року вже посмертно Черкаська міська рада нагородила Анатолія Івановича пам'ятним знаком «За заслуги перед містом Черкаси» ІІІ ступеня за значний особистий внесок у розвиток охорони здоров'я населення міста Черкаси, організаторську і методичну майстерність, професіоналізм, відданість своїй справі та за вагомий внесок у соціально-економічний, культурний та духовний розвиток міста Черкаси.
На одному з корпусів Черкаської обласної лікарні було встановлено меморіальну дошку (див. фото). На вшанування пам'яті Анатолія Фесуна 2016 року відзначали 75 річницю від його дня народження. Щороку колишні колеги та друзі, працівники лікарні та родичі вшановують відомого лікаря масовими зібраннями у лікарні та біля його могили.

## Відеоматеріали
- Телепередача «Один день» про Анатолія Фесуна. Студія «Ільдана», 1996 рік
- Документальний фільм «Життя після життя». Сутдія «Ільдана», 1997 рік
- Телепередача «Обличчя Золотої книги» про Анатолія Фесуна. ДТРК «Рось», 2001 рік
- Документальний фільм «Високе щастя жити». ДТРК «Рось», 2002 рік